# شیه هویلین
شیه هویلین (انگلیسی: Xie Huilin؛ زادهٔ ۱۷ ژانویهٔ ۱۹۷۵) بازیکن فوتبال زن اهل چین بود.